# ویکتور آلونن
ویکتور آلونن (استونیایی: Viktor Alonen؛ زادهٔ ۲۱ مارس ۱۹۶۹) بازیکن فوتبال اهل استونی است.
از باشگاه‌هایی که در آن بازی کرده‌است می‌توان به باشگاه فوتبال ویلیاندی تولویک، باشگاه فوتبال فلورا تالین، باشگاه فوتبال ناروا ترانس، و باشگاه فوتبال کورساره اشاره کرد.
وی همچنین در تیم ملی فوتبال استونی بازی کرده‌است.